# Indian Premier League 2016
Die Indian Premier League 2016 war die neunte Saison des im Twenty20-Format ausgetragenen Wettbewerbes für indische Cricket-Teams und fand zwischen dem 9. April und 29. Mai 2016 statt. Im Finale konnten sich die Sunrisers Hyderabad mit 8 Runs gegen die Royal Challengers Bangalore durchsetzen.

## Vorgeschichte
Auf Grund von Wettbetrugsfällen im Jahr 2013 wurden die Eigner der Teams der Chennai Super Kings und Rajasthan Royals für zwei Jahre suspendiert. Daraufhin wurden mit Gujarat Lions und Rising Pune Supergiants zwei neue Teams als Ersatz zugelassen.

## Spielerauktion
Die diesjährige Spielerauktion fand am 6. Februar 2016 in Bangalore statt. Dabei standen 351 inländische sowie ausländische Cricketspieler zur Auktion bereit. Am Ende wurden 94 Spieler, davon 28 ausländische, mit neuen Verträgen von den 8 Franchises ausgestattet. Bei dieser Auktion gab es eine Besonderheit: Durch die Auflösung der Franchises Chennai Super Kings und Rajasthan Royals durften die neu gegründeten Teams – Rising Pune Supergiants und Gujarat Lions – jeweils maximal 5 Spieler aus den alten Franchises unter Vertrag nehmen. Der teuerste ausländische Spieler war Shane Watson, der von den Rajasthan Royals zu den Royal Challengers Bangalore wechselte. Der teuerste nationale indische Spieler war Pawan Negi, der für die Delhi Daredevils spielt. Die 8 Franchises gaben zusammen ₹1,36,00,00,000 in der Auktion aus.

## Wasserkrise
Im Vorlauf der Saison gab es eine starke Dürreperiode in dem Bundesstaat Maharashtra. In Maharashtra befanden sich 3 Cricketstadien, in denen 20 Spiele ausgetragen werden sollten: Wankhede Stadium (Mumbai), Maharashtra Cricket Association Stadium (Pune) und Vidarbha Cricket Association Stadium (Nagpur). Da für das Bewässern des Pitches sehr viel Wasser benötigt wird, beschloss man, dass die angesetzten Spiele in andere Stadien verlegt werden sollten. Ab dem 1. Mai wurden die Spiele von Mumbai und Pune nach Visakhapatnam verlegt. Das M. Chinnaswamy Stadium in Bangalore wurde als Austragungsort für das Finale ausgewählt.

## Resultate

### Tabelle
Die Tabelle der Vorrunde gestaltete sich wie folgt (Stand: 22. Mai 2016).
| Teams                   | Sp. | S | N  | NR | P  | NRR    |
| ----------------------- | --- | - | -- | -- | -- | ------ |
| Gujarat Lions           | 14  | 9 | 5  | 0  | 18 | −0.374 |
| Royal Chall. Bangalore  | 14  | 8 | 6  | 0  | 16 | +0.932 |
| Sunrisers Hyderabad     | 14  | 8 | 6  | 0  | 16 | +0.245 |
| Kolkata Knight Riders   | 14  | 8 | 6  | 0  | 16 | +0.106 |
| Mumbai Indians          | 14  | 7 | 7  | 0  | 14 | −0.146 |
| Delhi Daredevils        | 14  | 7 | 7  | 0  | 14 | −0.155 |
| Rising Pune Supergiants | 14  | 5 | 9  | 0  | 10 | +0.015 |
| Kings XI Punjab         | 14  | 4 | 10 | 0  | 8  | −0.646 |

| Qualifiziert fürs Halbfinale |
| ---------------------------- |

### Playoffs
|  | Halbfinale (semi-finals) | Halbfinale (semi-finals) | Halbfinale (semi-finals) |              |                     | Vorschlussrunde (final) | Vorschlussrunde (final) | Vorschlussrunde (final) |                     |            | Finale (grand final)   | Finale (grand final) | Finale (grand final) |
|  |                          |                          |                          |              |                     |                         |                         |                         |                     |            |                        |                      |                      |
|  | 1                        | Gujarat Lions            | 158 (20)                 |              |                     |                         |                         |                         |                     |            |                        |                      |                      |
|  | 2                        | Royal Chall. Bangalore   | 159/6 (18.2)             |              |                     |                         |                         |                         |                     | 2          | Royal Chall. Bangalore | 200/7 (20)           |                      |
|  | 2                        | Royal Chall. Bangalore   | 159/6 (18.2)             | 1            | Gujarat Lions       | 162/7 (20)              |                         |                         |                     | 2          | Royal Chall. Bangalore | 200/7 (20)           |                      |
|  |                          |                          |                          | 1            | Gujarat Lions       | 162/7 (20)              |                         | 3                       | Sunrisers Hyderabad | 208/7 (20) |                        |                      |                      |
|  |                          | 3                        | Sunrisers Hyderabad      | 163/6 (19.2) |                     |                         |                         | 3                       | Sunrisers Hyderabad | 208/7 (20) |                        |                      |                      |
|  | 3                        | 3                        | Sunrisers Hyderabad      | 163/6 (19.2) | Sunrisers Hyderabad | 162/8 (20)              |                         |                         |                     |            |                        |                      |                      |
|  | 3                        |                          |                          |              | Sunrisers Hyderabad | 162/8 (20)              |                         |                         |                     |            |                        |                      |                      |
|  | 4                        | Kolkata Knight Riders    | 140/8 (20)               |              |                     |                         |                         |                         |                     |            |                        |                      |                      |

#### Spiel A
| 24. Mai Scorecard | Bangalore | Gujarat Lions 158 (20)                            | – | Royal Chall. Bangalore 159-6 (18.2) |
|                   |           | Royal Challengers Bangalore gewinnt mit 4 Wickets |   |                                     |

#### Spiel B
| 25. Mai Scorecard | Delhi | Sunrisers Hyderabad 162-8 (20)          | – | Kolkata Knight Riders 140-8 (20) |
|                   |       | Sunrisers Hyderabad gewinnt mit 22 Runs |   |                                  |

#### Spiel C
| 27. Mai Scorecard | Delhi | Gujarat Lions 162-7 (20)                  | – | Sunrisers Hyderabad 163-6 (19.2) |
|                   |       | Sunrisers Hyderabad gewinnt mit 4 Wickets |   |                                  |

#### Finale
| 29. Mai Scorecard | Bangalore | Sunrisers Hyderabad 208-7 (20)         | – | Royal Chall. Bangalore 200-7 (20) |
|                   |           | Sunrisers Hyderabad gewinnt mit 8 Runs |   |                                   |